# Стенли Мензо
Стенли Пьорл Мензо (собственото име на английски, презимето и фамилията на нидерландски: Stanley Purl Menzo, роден 15 октомври 1963) е холандски футболист-вратар и треньор. Дебютира за Аякс Амстердам през сезон 1983 – 84 като резерва на Ханс Гаале. Следващата година е даден под наем на ФК Харлем, а през сезон 1985 – 86 се връща и става титулярен вратар на Аякс. Треньорът на тима Йохан Кройф смята, че Мензо е сред първите вратари, които могат да играят и като полеви играчи. Мензо губи титулярното си място за сметка на Едвин ван дер Сар през сезон 1992 – 93, след като Аякс губят мач за Купата на УЕФА срещу АЖ Оксер с 2:4. В този мач Мензо си отбелязва автогол и допуска елементарна грешка за друг. През 1994 г. се премества в ПСВ Айндховен, а през 1996 г. е закупен от Лирсе (Белгия). С този тим Мензо печели Купата на Белгия, както и първенството. През 1997 г. се присъединява към ФК Бордо, където изиграва едва 10 мача. След това се завръща в Лирсе. През сезон 1999 – 00 се връща за 1 сезон в Аякс, а на следващата 2001 г. се присъединява към аматьорския клуб АГОВВ Апелдорн. По средата на сезона треньорът Петер Босх напуска и Мензо става играещ треньор. Остава на този пост още една година, в която тимът печели промоция за професионалния футбол. Мензо обаче няма лиценз да ръководи такъв отбор и е принуден да напусне. Става треньор в аматьорския клуб от Амстердам АФК. Когато бившият му съотборник Марко ван Бастен става треньор на националния отбор на Холандия, той взема Мензо като треньор на вратарите. През февруари 2005 г. Мензо получава лиценз да ръководи професионални отбори и през лятото се връща като треньор на АГОВВ. През 2006 г. става мениджър на ФК Волендам и напуска работата като треньор на вратарите в националния отбор. От лятото на 2008 г. е старши треньор на холандския СК Камбюр.